# Hugh Kenner
William Hugh Kenner (7 de enero de 1923 – 24 de noviembre de 2003), fue un crítico literario y profesor canadiense. 
Kenner nació en Peterborough, Ontario; su padre era profesor de lenguas clásicas. Kenner atribuyó su interés por la literatura a su pobre oído, que perdió en gran parte por un ataque de gripe durante su infancia.
Asistió a la Universidad de Toronto, donde estudió con Marshall McLuhan, quien escribió la introducción al primer libro de Kenner: Paradox in Chesterton, sobre las obras de G. K. Chesterton. Kenner le dedicó su siguiente libro a McLuhan: The Poetry of Ezra Pound (1951).
En 1950, Kenner obtuvo su doctorado en la Universidad de Yale, con un trabajo sobre James Joyce: James Joyce: Critique in Progress. Este trabajo se transformaría en su libro Dublin's Joyce, en 1956. Su primer empleo docente se desarrolló en la Universidad de California, Santa Bárbara (1951 a 1973); luego trabajó en la Johns Hopkins University (1973 a 1990) y finalmente en la Universidad de Georgia (1990 a 1999).
Kenner desempeñó un papel decisivo en la revalorización de la figura de Ezra Pound en su país. Su libro The Poetry of Ezra Pound, de 1951, fue «el comienzo y el catalizador de un cambio de actitud hacia Pound en la Norteamérica literaria y la escena educativa». En cuanto a The Pound Era (1971), supuso la consagración definitiva del poeta como uno de los más grandes modernistas.
Menos conocidas son sus publicaciones sobre el caricaturista Chuck Jones, y sobre ciencia y computación, como Geodesic Math and How to Use It (1976).
Kenner se casó dos veces. Su primera mujer, Mary Waite, murió en 1964; tuvieron cinco hijos. Su segunda mujer, con la que se casó en 1965, fue Mary-Anne Bittner; tuvieron dos hijos. Hugh Kenner murió en su casa de Athens, Georgia, el 24 de noviembre de 2003.